# The Gun Club
The Gun Club fue una banda de rock, formada en 1980, y separada en 1996. A pesar de su poco éxito, The Gun Club es considerado un grupo altamente de culto, debido a la expresión de sus letras y sus composiciones.
Su mezcla va desde el punk, hasta el blues, country, rockabilly y el post-punk clásico de los años 70.
The Gun Club es considerado también como uno de los grupos más aclamados de culto de su época junto a grandes grupos del punk como: The Damned, Sex Pistols, The Clash, Ramones, entre otros.
Ganaron éxito gracias a los sencillos: "Sex Beat", "Breaking Hands", "The Great Divide", "Pastoral, Hide & Seek (The Lost Song)", "Cry to Me" y "Walkin' with the Beast".

## Integrantes

### Exintegrantes
- Jeffrey Lee Pierce - vocal, guitarra (1980 - 1996)
- Kid Congo Powers - guitarra (1980, 1983 - 1992, 1995 - 1996)
- Don Snowden - bajo (1980)
- Brad Dunning - batería (1980)
- Terry Graham - batería (1980 - 1982, 1983 - 1984)
- Rob Ritter - bajo (1980 - 1982)
- Anna Statman - ? (? - ?)
- Ward Dotson - guitarra (1980 - 1982)
- Billy Persons - ? (? - ?)
- Annie Ungar - ? (? - ?)
- Patricia Morrison - bajo (1982 - 1984)
- Jim Duckworth - guitarra (1983)
- Dee Pop - batería (1983)
- Jimmy Joe Uliana - ? (? - ?)
- Desi Desperate - batería (1984, 1991)
- Romi Mori - bajo, guitarra (1986, 1994)
- Nick Sanderson - batería (1986 - 1990, 1993 - 1994)
- Simon Fish - batería (1992, 1994)
- Rainer Lingk - guitarra (1993)
- Robert Marche - guitarra (1993 - (1994)
- Efe - bajo (1994)
- Mike Martt - guitarra (1995)
- Randy Bradbury - batería (1995)
- Brock Avery - bajo (1995)
- Elisabeth Montague - bajo (1995)

## Discografía

### Álbumes de estudio
- 1981: "Fire of Love"
- 1982: "Miami"
- 1984: "The Las Vegas Story"
- 1987: "Mother Juno"
- 1990: "Pastoral Hide and Seek"
- 1991: "Divinity"
- 1993: "Lucky Jim"

### EP
- 1983: "Death Party"

### Recopilaciones
- 1980: "Keats Rides a Harley"
- 1983: "The Birth, The Death, The Ghost"
- 1984: "Sex Beat '81"
- 1985: "Love Supreme"
- 1985: "Danse Kalinda Boom - Live in Pandora's Box"
- 1985: "Two Sides of the Beast"
- 1987: "Death Party" (remasterizacion)
- 1992: "Larger Than Live"
- 1992: "Ahmed's Wild Dream a.k.a. Live in Europe"
- 1992: "In Exile"
- 1996: "Early Warning"
- 2007: "Da Blood Done Signed My Name"
- 2008: "The Life & Times of Jeffrey Lee Pierce & The Gun Club"

### Sencillos
- "Sex Beat"
- "Fire of Love"
- "Breaking Hands"
- "The Great Divide"
- "Pastoral, Hide & Seek (The Lost Song)"
- "Cry to Me"
- "Walkin' with the Beast"